# Walworth, Wisconsin
Walworth là một làng thuộc quận Walworth, tiểu bang Wisconsin, Hoa Kỳ. Năm 2006, dân số của làng này là 2304 người.